# سفارت ایسلند در لندن
سفارت ایسلند در لندن (به انگلیسی: Embassy of Iceland) یک منطقهٔ مسکونی و نمایندگی سیاسی این کشور در بریتانیا است که در لندن واقع شده‌است.